# Лёйкен, Ян
Ян Лёйкен (нидерл. Jan Luyken; 16 апреля 1649, Амстердам — 5 апреля 1712, там же) — голландский иллюстратор, гравёр (мастер офорта) и поэт.

## Биография
Ян Лёйкен родился пятым ребенком в семье школьного учителя Каспера Лёйкена (1606—1668) и Эстер Корс (1610—1667). После окончания школы работал подмастерьем в художественной мастерской, примыкая к антиклерикальному сообществу молодых поэтов. С 1669 года начал осваивать искусство гравюры. В 1671 году опубликовал первую книгу стихов о любви «Голландская лира» («De Duytse Lier»). В 1672 году женился. В 1673 году принял крещение в церкви меннонитов, некоторое время посещал их собрания под Амстердамом. На двадцать шестом году жизни произошло глубокое религиозное обращение Лёйкена, после чего он оставил меннонитскую церковь и примкнул к общине последователей Якоба Бёме. После десяти лет брака и рождения пятерых детей, четверо из которых не дожили до зрелости, умерла жена Лёйкена. Художник продал дом и переселился в арендованное жилье. Единственный наследник, старший сын Каспер (1672—1708), также выучился на гравёра и работал вместе с отцом до своей преждевременной кончины в возрасте 36 лет. Вдова и сын Каспера остались на попечении Яна и жили у него.
В дальнейшем Лёйкен вел образ жизни ревностного молитвенника, сочинял поэмы мистического и пантеистического толка, проповедовал. По описаниям современников, Лёйкен был тихим, благочестивым человеком, жизнь которого не вступала в противоречие с его проповедями; большую часть своих доходов он жертвовал беднякам. Он работал с более чем сотней издателей и за свою жизнь создал 3.336 гравюр; им проиллюстрировано около 500 книг, посвящённых самым разным областям знания — географии, биологии, химии, судостроению, естественной, древней и библейской истории. Кроме того, он иллюстрировал 12 собственных книг. С 1681 года Лёйкен принимал участие в иллюстрировании «Nieuwe Lichtende Zee-Fakkel» — пятитомного картографического атласа в фирме Иоганна ван Кёлена, в 1685 году — второго переиздания «Зеркала мучеников» («Martyrs Mirror»), которое содержало 104 его гравюры. Среди анабаптистов «Зеркало мучеников», или «Кровавый театр», считается наиболее значимой и влиятельной книгой после Библии. В 1694 году опубликована книга «Het Menselyk Bedryf» («Ремёсла человеческие»), где в реалистической манере Лёйкеном изображены люди разных профессий в окружении предметов своего труда: астролог, врач, шорник, стеклодув, сапожник, мясник, ткач и многие другие. Умер Лёйкен в присутствии близких — снохи и внука. Погребение было оплачено одним из его издателей (захоронение 4 класса — самый низкооплачиваемый класс).

## Признание

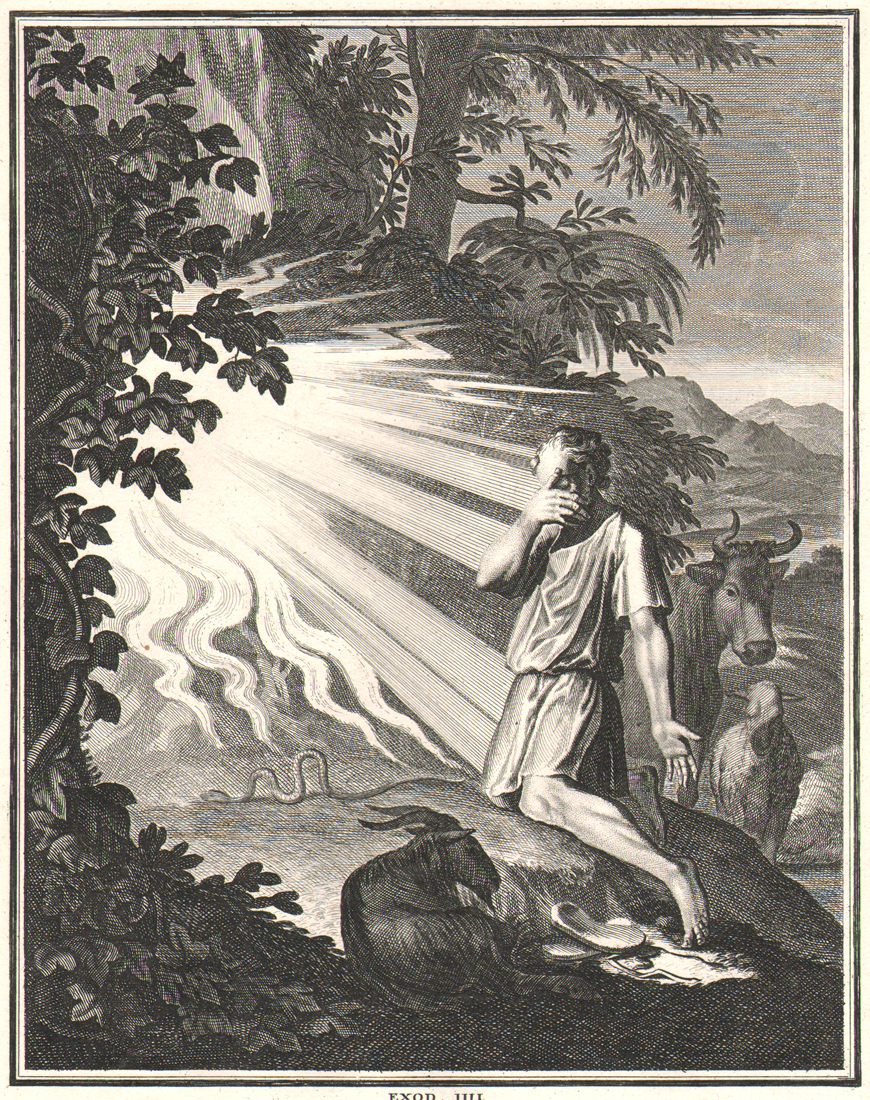
«Моисей и Неопалимая купина». Офорт. 1697

Одна из улиц в центре Амстердама, в районе, где улицы названы в честь наиболее значительных художников Золотого века, носит имя Яна Лёйкена. Первое здание на ней — содержащий обширную коллекцию работ гравёра Рейксмюсеум: Jan Luijkenstraat, 1.
В первой половине XIX века его религиозные стихи считались ортодоксальными и пользовались популярностью в среде пиетистов. В вышедшей в начале XX столетия книге «Реформаторы» был показан их антиклерикальный характер, что, впрочем, нисколько не ослабило интереса к текстам Лёйкена.
Вплоть до XVIII века иллюстрированные Лёйкеном книги переизданы от трёх до семи раз, некоторые из них были опубликованы и в XX веке. Изображения на религиозные темы воспроизводились на фарфоровых изделиях, экспортируемых из Китая в Европу в середине XVIII века. В XIX веке Лёйкен был высоко оценен французом Гюисмансом: в романе «Наоборот» писатель называет его «гений, <…> мистически настроенный язычник и ясновидец», в особняке главного героя на стенах висели гравюры Лёйкена, посвященные преследованиям христиан за веру.
Не утрачивают внимания к его гравюрам и современные учёные, поскольку Лёйкен «установил новый стандарт для голландской религиозной литературы, в основе его иллюстраций лежит соединение протестантской и католической визуальных практик». В конце XX века офорты Лёйкена использованы в качестве иллюстративного материала в исследованиях, посвящённых голландской культуре Золотого века и голландской повседневной жизни XVII века. Гравюры из «Het Menselyk Bedryf» многократно воспроизводятся на календарях, оберточной бумаге, плитках, пластиковых пакетах.
С 1990 года в Северной Америке, где проживают наиболее многочисленные анабаптистские общины, функционирует передвижная выставка «Зеркало мучеников», на ней в числе прочих экспонатов представлены 30 медных пластин Лёйкена; выставка экспонировалась в 22 штатах США и 5 провинциях Канады.

## О фамилии

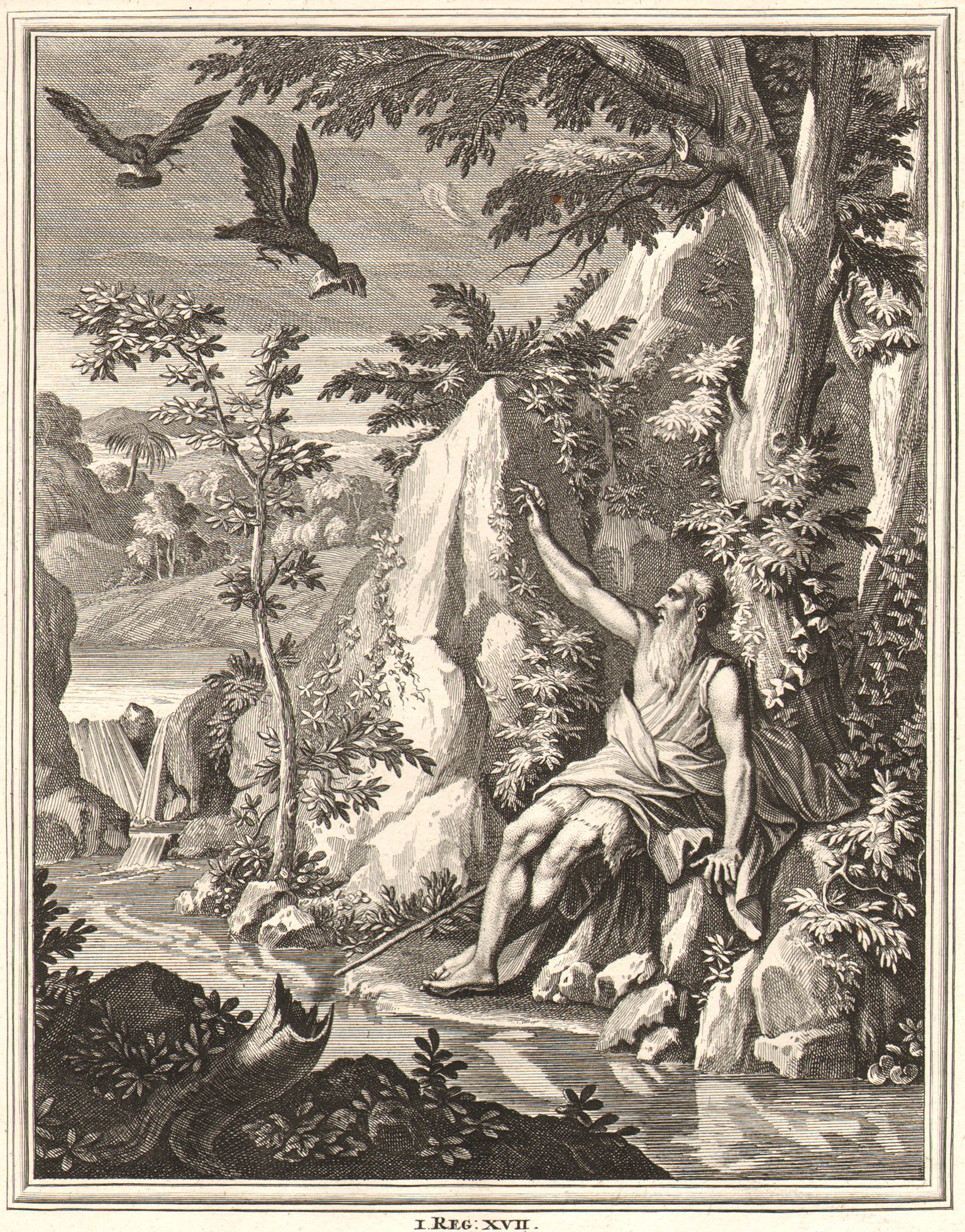
«Вороны, кормящие Илию». Офорт. 1697

В статье фамилия приведена в соответствии с правилами современной практической транскрипции. «Ё» использовано последовательно — как в имени собственном. Гравёр Лёйкен редко упоминается в печатных изданиях на русском языке, ни одна из форм отображения его фамилии не стала традиционной; так, в двух переводах романа «Наоборот» использованы разные формы написания: «Люйкен» у Карабутенко И. И., «Луикен» у Кассировой Е. Л., в художественных каталогах на русском языке также чаще встречается форма «Люйкен».